# ダニエル・マテリョン
ダニエル・マテリョン（Daniel Matellon、1988年2月2日 - ）は、キューバのプロボクサー。ハバナ出身。元WBA世界ライトフライ級暫定王者。

## 来歴
2016年10月21日、プロデビュー。
2017年9月30日、パナマシティのホテル・ヴェネトでケニー・カノとWBAフェデラテンライトフライ級王座決定戦を行い、11回3-0（105-104×3）の判定勝ちを収めた。
2018年3月10日、ホテル・ヴェネトでカミロ・メンドーサとWBAフェデラテンライトフライ級タイトルマッチを行い、6回23秒KO勝ちを収めフェデラテン王座の初防衛に成功した。
2018年8月29日、後楽園ホールで矢吹正道と50.0kg契約8回戦を行い、8回2-1（78-75、76-77、78-74）の判定勝ちを収めた。
2019年4月30日、パナマシティのファンタスティック・カジノ・デ・アルブロック・モールでマリオ・アンドラーデとWBAフェデラテンライトフライ級タイトルマッチを行い、2回35秒KO勝ちを収めフェデラテン王座の2度目の防衛に成功した。
2020年2月7日、アレナ・ロベルト・デュランでWBA世界ライトフライ級3位のエリック・オマール・ロペスとWBA世界同級正規王者カルロス・カニサレスとの指令試合交渉決裂に伴うWBA世界同級暫定王座決定戦を行い、12回2-0（116-112×2、114-114）の判定勝ちを収め王座を獲得した。
2021年6月26日、グアダラハラのアレナ・アラクランで元IBF世界ミニマム級王者でWBA世界ライトフライ級2位のホセ・アルグメドとWBA暫定世界同級タイトルマッチ、12回3-0（117-111、115-113×2）の判定勝ちを収め初防衛に成功した。。
2021年8月25日、WBAは暫定王座を廃止すると共に指名挑戦権を付与する措置を行った。

## 戦績
- プロボクシング：16戦 13勝 (7KO) 1敗 2分

| 戦           | 日付           | 勝敗 | 時間    | 内容         | 対戦相手                           | 国籍           | 備考                                      |
| ------------ | -------------- | ---- | ------- | ------------ | ---------------------------------- | -------------- | ----------------------------------------- |
| 1            | 2016年10月21日 | ☆    | 4R      | 判定 3-0     | ジョニー・ガライ                   | パナマ         | プロデビュー戦                            |
| 2            | 2016年11月5日  | ☆    | 2R 2:18 | TKO          | マルコス・アリエタ                 | パナマ         |                                           |
| 3            | 2016年12月1日  | △    | 4R      | 判定 1-1     | アルヘニス・チェレモ               | ベネズエラ     |                                           |
| 4            | 2017年2月16日  | △    | 6R      | 判定 0-0     | アサエル・ビジャル                 | パナマ         |                                           |
| 5            | 2017年6月30日  | ☆    | 6R      | 判定 3-0     | ジョナサン・アリアス               | ドミニカ共和国 |                                           |
| 6            | 2017年8月11日  | ☆    | 4R      | TKO          | イェンリー・ベルムデス             | ベネズエラ     |                                           |
| 7            | 2017年9月30日  | ☆    | 11R     | 判定 3-0     | ケニー・カノ                       | ベネズエラ     | WBAラテンアメリカライトフライ級王座決定戦 |
| 8            | 2018年3月10日  | ☆    | 6R 0:23 | KO           | カミロ・メンドーサ                 | ニカラグア     | WBAラテンアメリカ防衛1                    |
| 9            | 2018年5月4日   | ☆    | 2R 0:47 | KO           | フェルナンド・ゴディネス・ディアス | メキシコ       |                                           |
| 10           | 2018年9月29日  | ☆    | 8R      | 判定 2-1     | 矢吹正道（緑）                     | 日本           |                                           |
| 11           | 2019年4月30日  | ☆    | 2R 0:35 | KO           | マリオ・アンドレード               | メキシコ       | WBAラテンアメリカ防衛2                    |
| 12           | 2019年7月31日  | ☆    | 1R 1:21 | KO           | ルイス・デ・ラ・ロサ               | コロンビア     |                                           |
| 13           | 2020年2月7日   | ☆    | 12R     | 判定 2-0     | エリック・オマール・ロペス         | メキシコ       | WBA世界ライトフライ級暫定王座決定戦       |
| 14           | 2021年6月26日  | ☆    | 12R     | 判定 3-0     | ホセ・アルグメド                   | メキシコ       | WBA暫定防衛1                              |
| 15           | 2022年7月16日  | ☆    | 3R 1:02 | KO           | イバン・ガルシア・カリージョ       | メキシコ       |                                           |
| 16           | 2023年6月9日   | ★    | 8R      | 負傷判定 0-3 | カルロス・カニサレス               | ベネズエラ     | WBA世界ライトフライ級挑戦者決定戦         |
| テンプレート |                |      |         |              |                                    |                |                                           |

## 獲得タイトル
- WBAフェデラテンライトフライ級王座
- WBA世界ライトフライ級暫定王座（防衛1=廃止）